# Climatologia geográfica
A Climatologia geográfica é uma área da geografia que tem por objetivo estudar os impactos dos fenômenos climáticos sobre a população.
Assim como as ciências meteorológicas (meteorologia), a climatologia geográfica dá atenção à gênese dos fenômenos meteorológicos, mas procura focalizar mais no estudo das repercussões e correlações espaciais (na relação entre os processos atmosféricos e a dinâmica do espaço). Assim, a dinâmica das circulação atmosférica é entendida não somente a partir das análises de escala sinótica (de dimensão típica 1000 km) até as escalas regional, local e microescala.
Um dos métodos mas utilizados pela climatologia geográfica brasileira até a década de 1980 consistia na adoção de uma análise rítmica, proposta pelo geógrafo brasileiro Carlos Augusto de Figueiredo Monteiro, onde os elementos do clima são observados com periodicidade diária ao longo do ano, de modo que se possa descrever e compreender as variações sazonais associadas a entrada e passagem dos sistemas atmosféricos, particularmente das frentes-frias. Por exemplo, quantas frentes-frias ocorrem em média durante o trimestre de inverno, de verão etc. Note-se que os sistemas atmosféricos além de um carácter determinísto (cíclico) apresentam um carácter aleatório (turbulência|de natureza turbulenta), este último associado à natureza dinâmica dos processos atmosféricos e da influência antrôpica.
A climatologia geográfica procura explicar do ponto de vista teórico como a ação humana afeta o tempo e o clima em diferentes escalas, através da urbanização e industrialização, poluição, práticas agrícolas, pecuárias e silvícolas.
O profissional que trabalha com esse ramo da Geografia é conhecido como Climatologista ou Climatólogo, um nome compartilhado com os meteorologistas especialistas em clima.
O clima do ponto de vista meteorológico se refere ao estado médio do tempo atmosférico em superfície considerando um longo período, tipicamente de 30 anos de dados ininterruptos, medidos em uma estação climatológica.